# Лод (Верхняя Гаронна)
Лод (фр. Lodes, окс. Lòdas) — коммуна во Франции, находится в регионе Юг — Пиренеи. Департамент — Верхняя Гаронна. Входит в состав кантона Сен-Годенс. Округ коммуны — Сен-Годенс.
Код INSEE коммуны — 31302.

## География

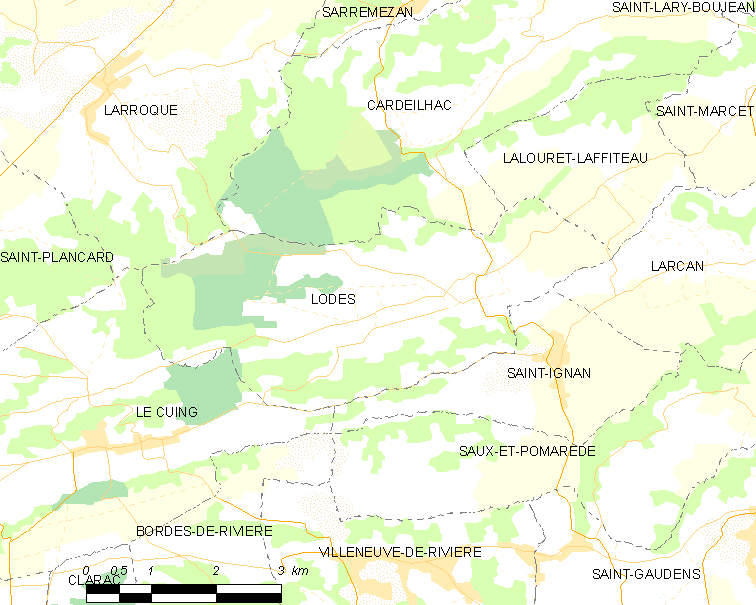
Карта коммуны

Коммуна расположена приблизительно в 650 км к югу от Парижа, в 80 км к юго-западу от Тулузы.

## Климат
Климат умеренно-океанический. Зима мягкая и снежная, весна характеризуется сильными дождями и грозами, лето сухое и жаркое, осень солнечная. Преобладают сильные юго-восточные и северо-западные ветры.

## Население
Население коммуны на 2010 год составляло 279 человек.
| 1962 | 1968 | 1975 | 1982 | 1990 | 1999 | 2010 |
| ---- | ---- | ---- | ---- | ---- | ---- | ---- |
| 321  | 279  | 255  | 243  | 247  | 255  | 279  |

## Экономика
В 2010 году среди 177 человек трудоспособного возраста (15—64 лет) 128 были экономически активными, 49 — неактивными (показатель активности — 72,3 %, в 1999 году было 73,3 %). Из 128 активных жителей работали 116 человек (66 мужчин и 50 женщин), безработных было 12 (8 мужчин и 4 женщины). Среди 49 неактивных 11 человек были учениками или студентами, 19 — пенсионерами, 19 были неактивными по другим причинам.

## Достопримечательности
- Церковь Св. Иоанна Крестителя